# David Niven
James David Graham Niven (Londres, 1 de março de 1910 — Château-d'Oex, 29 de julho de 1983), foi um ator britânico nascido na Inglaterra, famoso pelos filmes que realizou nos Estados Unidos e na Europa.

## Biografia
Seguiu carreira militar conforme tradição deixada por seu pai, soldado que faleceu na Batalha de Galípoli em 1915. Nos anos 1930 se mudou para Hollywood, onde trabalhou bastante tempo como figurante. Contratado por Samuel Goldwin, começou a ficar conhecido pelas suas participações nos filmes do astro Errol Flynn mas só conseguiu um papel principal em 1939, atuando ao lado de Ginger Rogers, no filme Bachelor Mother. Quando a Inglaterra entrou na segunda guerra mundial, retomou sua carreira militar, sendo depois condecorado. Ao término do conflito, voltou ao cinema, alcançado o estrelato com o filme A volta ao mundo em oitenta dias, interpretando Phileas Fogg, personagem de Julio Verne. Depois ganharia um Oscar em 1958, pelo filme Separate Tables, onde ele atua por apenas 15 minutos, sendo o ator com menor tempo de atuação a ganhar o Oscar de Melhor Ator.
Nos anos 1960 participou do clássico Os Canhões de Navarone (The Guns of Navarone, 1961). Foi cogitado para interpretar James Bond, papel que acabou ficando para Sean Connery. Depois interpretou o agente secreto no filme Cassino Royale de 1967, com produtores diferentes dos da série de Connery. Estrelou também o primeiro filme da A Pantera Cor-de-Rosa, de 1963.
Em 1971 lançou sua autobiografia The Moon's a Balloon (A Lua é um Balão), que teria uma sequência em 1975. No livro, Niven conta uma viagem que fez ao Brasil, onde conheceu a então recém-fundada Brasília, levado pelo ex-presidente Juscelino Kubitschek de Oliveira e pelo arquiteto Oscar Niemeyer, ocasião em que comentou que o arquiteto tinha medo de avião. Nos anos 1970 ficaria famoso no país ao estrelar um comercial de TV sobre uma marca de whisky, dizendo que também gostava de tomar a bebida do jeito brasileiro, ou seja "on the rocks" (com gelo).
Ele se casou duas vezes e deixou quatro filhos. Seu primeiro casamento foi com Priula Rollo, filha do Lord e de Lady Rollo, depois de um encontro casual durante a segunda guerra mundial. O casamento acabou com a morte da esposa, que sofreu uma queda durante uma festa na casa de Tyrone Power. Viúvo, casou-se anos depois com a modelo sueca Hjordis Tersdemen.
Morreu em seu castelo suíço, vítima de Esclerose Lateral Amiotrófica, deixando incompletas suas memórias. Encontra-se sepultado no Chateau D'Oex Cemetery, Chateau D'Oex, Vaud na Suíça.

## Filmografia
- There Goes the Bride (1932)
- Cleopatra (1934)
- Without Regret (1935)
- Barbary Coast (Duas almas se encontram) (1935)
- A Feather in Her Hat (1935)
- Mutiny on the Bounty (O grande motim) (1935)
- Splendor (Vence uma mulher) (1935)
- Rose-Marie (1936)
- Palm Springs (1936)
- Dodsworth (Fogo de outono) (1936)
- Thank You, Jeeves! (1936)
- The Charge of the Light Brigade (A carga da brigada ligeira) (1936)
- Beloved Enemy (A bem-amada inimiga) (1936)
- We Have Our Moments (Aproveitemos este momento) (1937)
- The Prisoner of Zenda (O prisioneiro de Zenda) (1937)
- Dinner at the Ritz (Ceia no Ritz) (1937)
- Bluebeard's Eighth Wife (A oitava esposa do Barba Azul) (1938)
- Four Men and a Prayer (Quatro homens e uma prece) (1938)
- Three Blind Mice (Precisam-se três maridos) (1938)
- The Dawn Patrol (Patrulha da madrugada) (1938)
- Wuthering Heights (O Morro dos Ventos Uivantes) (1939)
- Bachelor Mother (Mãe por acaso) (1939)
- The Real Glory (A verdadeira glória) (1939)
- Eternally Yours (Eternamente tua) (1939)
- Raffles (filme) (1940)
- The First of the Few (Por um ideal) (1942)
- The Way Ahead (1944)
- A Matter of Life and Death (Neste mundo e no outro) (1946)
- Magnificent Doll (No limiar da glória) (1946)
- The Other Love (A orquídea branca) (1947)
- The Perfect Marriage (Ainda vive o nosso amor) (1947)
- The Bishop's Wife (Um anjo caiu do céu) (1947)
- Bonnie Prince Charlie (Luta por um trono) (1948)
- Enchantment (Encantamento) (1948)
- A Kiss in the Dark (Um beijo no escuro) (1949)
- A Kiss for Corliss (1949)
- The Elusive Pimpernel (Aventuras do Pimpinela Escarlate) (1950)
- The Toast of New Orleans (Quando eu te amei) (1950)
- Soldiers Three (Três grandes amigos) (1951)
- Happy Go Lovely (Show, amor e dinheiro) (1951)
- Appointment with Venus (Ação fulminante) (1951
- The Lady Says No (1952)
- The Moon Is Blue (Ingênua até certo ponto) (1953)
- The Love Lottery (A loteria do amor) (1954)
- Happy Ever After (A morte do fantasma) (1954)
- Carrington V.C. (1955)
- The King's Thief (O ladrão do rei) (1955)
- The Birds and the Bees (O otário e o vigarista) (1956)
- Around the World in Eighty Days (A volta ao mundo em 80 dias) (1956)
- Oh, Men! Oh, Women! (Os noivos de minha noiva) (1957)
- The Little Hut (1957)
- My Man Godfrey (1957)
- The Silken Affair (1957)
- Glamorous Hollywood (1958) (curta-metragem)
- Bonjour tristesse (Bom dia, tristeza) (1958)
- Separate Tables (Vidas separadas) (1958)
- Ask Any Girl (Elas querem é casar) (1959)
- Happy Anniversary (1959)
- Please Don't Eat the Daisies (Já fomos tão felizes) (1960)
- The Guns of Navarone (Os Canhões de Navarone) (1961)
- The Shortest Day (1962)
- La città prigioniera (1962)
- The Best of Enemies (O melhor dos inimigos) (1962)
- The Road to Hong Kong (Dois errados no espaço) (1962)
- Guns of Darkness (Ato de misericórdia) (1962)
- 55 Days at Peking (55 dias em Pequim) (1963)
- The Pink Panther (A pantera cor-de-rosa) (1963)
- Bedtime Story (Dois farristas irresistíveis) (1964)
- Where the Spies Are (Onde os espiões estão) (1965)
- Lady L (1965)
- All Eyes On Sharon Tate (1967)
- Casino Royale (1967)
- Eye of the Devil (O olho do diabo) (1967)
- Prudence and the Pill (Prudência e a pílula) (1968)
- The Impossible Years (Minha filha é um problema) (1968)
- The Extraordinary Seaman (O extraordinário marinheiro) (1969)
- The Brain (O super cérebro) (1969)
- Before Winter Comes (Antes do inverno chegar) (1969)
- The Statue (A estátua) (1971)
- King, Queen, Knave (Rei, rainha e…) (1972)
- Vampira (1974) (também conhecido como Old Dracula)
- Paper Tiger (O tigre de papel) (1975)
- No Deposit, No Return (Garotos travessos) (1976)
- Murder by Death (Assassinato por morte) (1976)
- Candleshoe (O segredo da mansão) (1977)
- Death on the Nile (Morte sobre o Nilo) (1978)
- A Nightingale Sang in Berkeley Square (1979)
- Escape to Athena (A volta dos selvagens cães de guerra) (1979)
- Rough Cut (Ladrão por excelência) (1980)
- The Sea Wolves (1980)
- Better Late Than Never (Antes tarde do que nunca) (1982)
- Trail of the Pink Panther (Na trilha da pantera cor-de-rosa) (1982)
- Curse of the Pink Panther (A maldição da pantera cor-de-rosa) (1983)